# Diplonevra amphichaeta
Diplonevra amphichaeta är en tvåvingeart som beskrevs av Schmitz 1949. Diplonevra amphichaeta ingår i släktet Diplonevra och familjen puckelflugor. Inga underarter finns listade i Catalogue of Life.